# Amphoe Phutthamonthon
Amphoe Phutthamonthon  (Thai: อำเภอ พุทธมณฑล, Aussprache: ʔāmpʰɤ̄ː pʰút.tʰā.mōn.tʰōn, andere Schreibweise: „Buddha Monthon“) ist ein Landkreis (Amphoe – Verwaltungs-Distrikt) in der Provinz Nakhon Pathom. Die Provinz Nakhon Pathom liegt in der Mitte der Zentralregion von Thailand. 

## Geographie
Die benachbarten Amphoe sind im Uhrzeigersinn von Norden aus: Amphoe Bang Len in der Provinz Nakhon Pathom, die Amphoe Sai Noi, Bang Yai und Bang Kruai in der Provinz Nonthaburi, der Distrikt (Khet) Thawi Watthana von Bangkok sowie die Amphoe Sam Phran und Nakhon Chai Si wiederum in Nakhon Pathom.

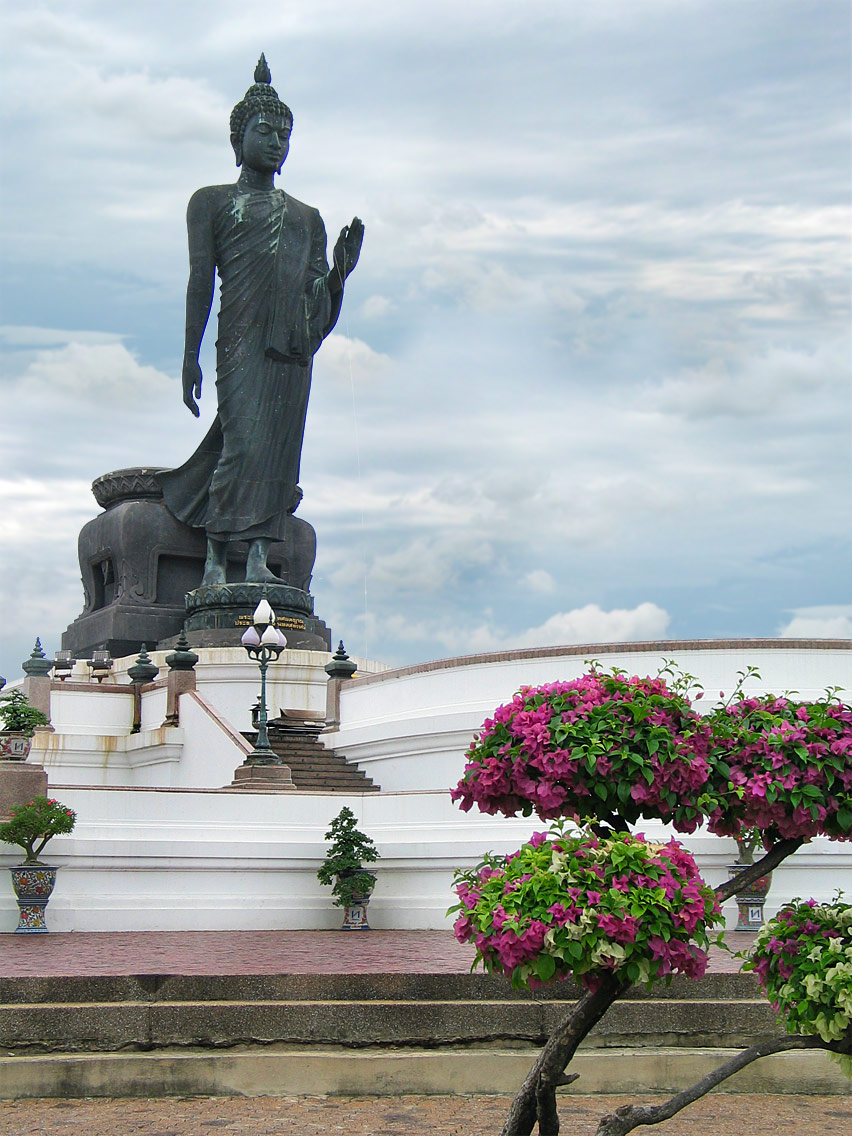
Die große schreitende Buddha-Statue im Phutthamonthon-Park

## Geschichte
Amphoe Phuttamonthon wurde am 1. April 1991 zunächst als „Zweigkreis“ (King Amphoe) eingerichtet, indem drei Tambon aus dem Amphoe Nakhon Chai Si abgespalten wurden.
Am 5. Dezember 1996 bekam er den vollen Amphoe-Status.

## Ausbildung
Der Salaya Campus der Mahidol-Universität befindet sich in diesem Landkreis.

## Sehenswürdigkeiten
- Phutthamonthon-Park – eine „buddhistische Parkanlage“ mit einer etwa 16 Meter hohen, von Silpa Bhirasri geschaffenen Buddha-Statue, die als höchste frei stehende Buddha-Statue weltweit angesehen wird.

## Verwaltung

### Provinzverwaltung
Der Landkreis Phutthamonthon ist in drei Tambon („Unterbezirke“ oder „Gemeinden“) eingeteilt, die sich weiter in 18 Muban („Dörfer“) unterteilen.
| Nr. | Name        | Thai    | Muban | Einw.  |
| --- | ----------- | ------- | ----- | ------ |
| 01. | Salaya      | ศาลายา  | 06    | 19.916 |
| 02. | Khlong Yong | คลองโยง | 08    | 08.854 |
| 03. | Maha Sawat  | มหาสวัสดิ์ | 04    | 08.665 |

### Lokalverwaltung
Es gibt zwei Kommunen mit „Kleinstadt“-Status (Thesaban Tambon) im Landkreis:
- Salaya (Thai: เทศบาลตำบลศาลายา) bestehend aus Teilen des Tambon Salaya.
- Khlong Yong (Thai: เทศบาลตำบลคลองโยง) bestehend aus dem kompletten Tambon Khlong Yong.

Außerdem gibt es zwei „Tambon-Verwaltungsorganisationen“ (องค์การบริหารส่วนตำบล – Tambon Administrative Organizations, TAO)
- Salaya (Thai: องค์การบริหารส่วนตำบลศาลายา) bestehend aus Teilen des Tambon Salaya.
- Maha Sawat (Thai: องค์การบริหารส่วนตำบลมหาสวัสดิ์) bestehend aus dem kompletten Tambon Maha Sawat.